# FictionBook.ru
FictionBook.ru — электронная библиотека художественной литературы. Библиотека создана и поддерживается Дмитрием Грибовым. В библиотеке содержится более 10 000 книг (около 3000 авторов).
До недавнего времени библиотека наполнялась за счёт посетителей. В 2007 году несколько электронных библиотек (в том числе и FictionBook.ru) объединились в компанию «ЛитРес». Книги в библиотеке хранятся в специальном формате электронных книг FictionBook (FB2), основанном на языке разметки XML. Каждая книга может быть скачана не только в формате FB2, но и в одном из нескольких популярных форматов — HTML, TXT, RTF и других. Эти файлы получаются из FB2 путём автоматической конвертации.
FictionBook.lib была первой библиотекой, основанной на формате FB2. Впоследствии на этот формат перешли и другие электронные библиотеки — ЛитРес, Библиотека «Альдебаран», bookz.ru и Фензин.

## Награды
В 2005 году библиотека победила в сетевом конкурсе РОТОР++ в номинации «Электронная библиотека года». В этой номинации она обошла такой известный интернет-проект, как Библиотека Мошкова.